# Germanica
Germanica ist ein lateinisches Adjektiv im Neutrum Plural, das allgemein verwendet werden kann, um „Deutsches“ oder „Germanisches“ zu bezeichnen. Im deutschen Buch- und Bibliothekswesen sind damit im Ausland verlegte fremdsprachige Veröffentlichungen über Deutschland gemeint, in ausländischen Bibliotheken dagegen Bücher, die aus dem deutschsprachigen Raum stammen. Germanica gehören zum Sammelauftrag der deutschen Nationalbibliothek.

## Beispiele
- Biblia Germanica, eine Bezeichnung für die deutsche Bibelübersetzung von Martin Luther
- Manuscripta Germanica, eine mittelalterliche Handschriftensammlung der Staatsbibliothek zu Berlin[1]
- Iris Germanica, lateinische Bezeichnung für die Deutsche Schwertlilie
- Fauna Germanica, ein naturkundliches Lexikon in fünf Bänden von Edmund Reitter über die Käferarten in Deutschland
- Stena Germanica, ein Schiff der Reederei Stena Line, bedient zusammen mit dem Schwesterschiff Stena Scandinavica die Relation Kiel-Göteborg
- Pharmacopoea Germanica, offizielles Arzneibuch des Deutschen Kaiserreichs
- Germanica, eine germanistische Fachzeitschrift, herausgegeben von der Universität Lille III, der Université du Littoral und der Universität Valenciennes

## Logisch ähnliche Bezeichnungen
- Electronica für eine Überkategorisierung sämtlicher mit elektronischen Instrumenten erzeugten Musikstile
- Memorabilia für alles Aufbewahrenswerte, an das man sich in Zukunft auch gerne wieder zurückerinnert